# Paul Ehrenfest

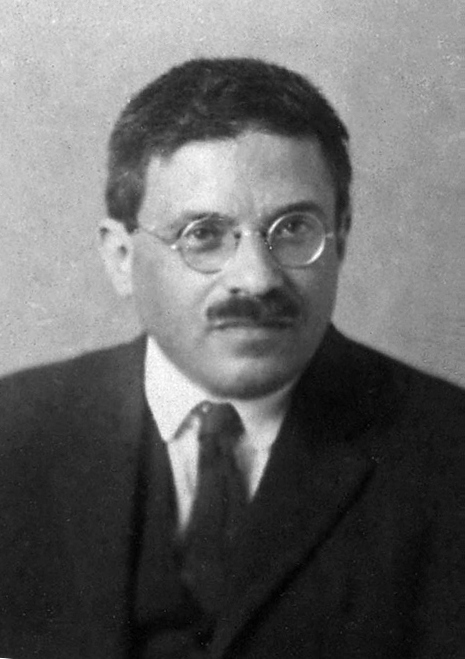
Paul Ehrenfest

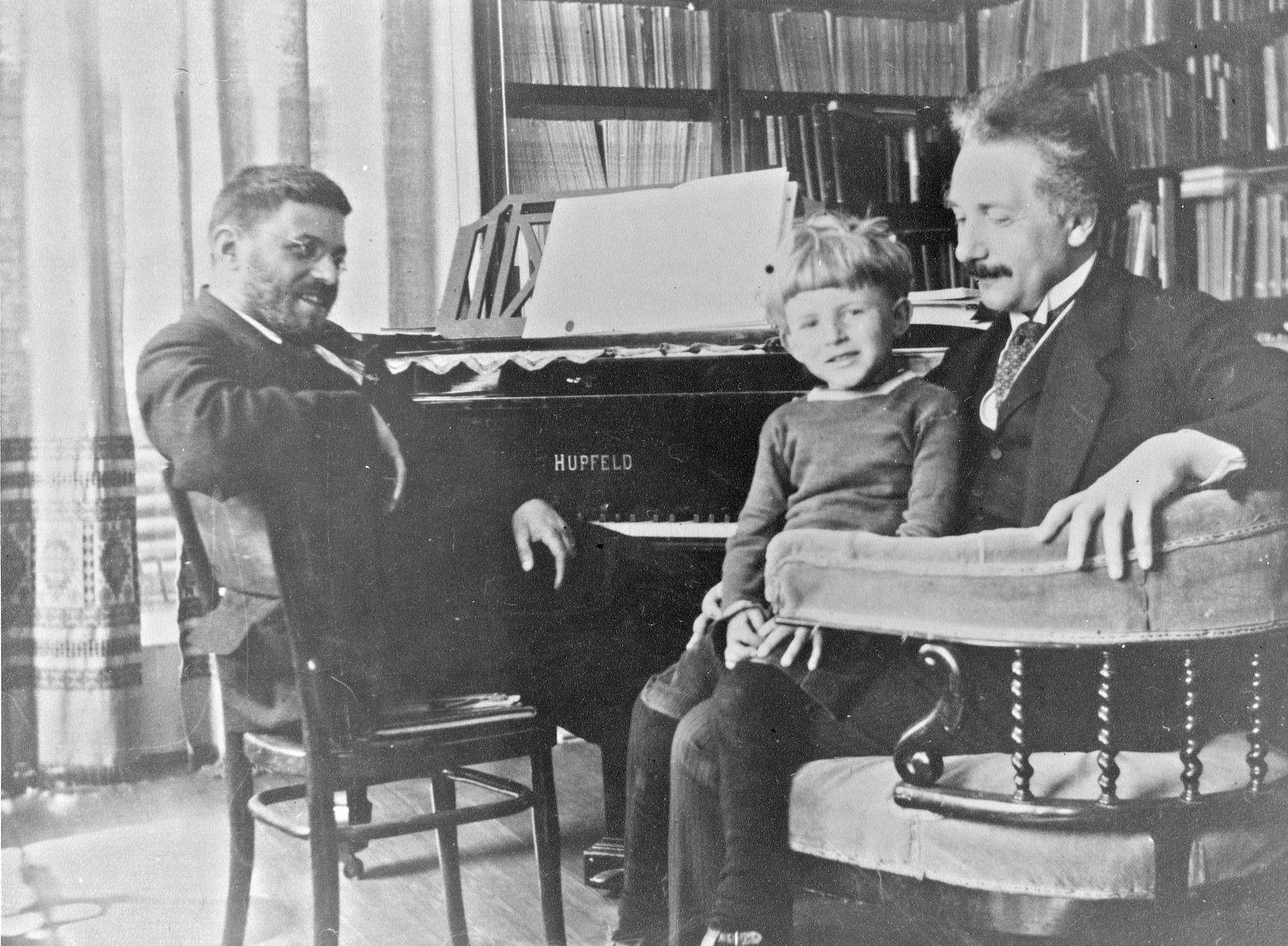
Albert Einstein zu Besuch bei Paul Ehrenfest in Leiden im Jahr 1920; auf Einsteins Schoß sitzt der älteste Sohn Paul Ehrenfest junior.

Paul Ehrenfest (* 18. Januar 1880 in Wien, Österreich-Ungarn; † 25. September 1933 in Amsterdam) war ein österreichischer Physiker.

## Leben
Paul Ehrenfest wuchs als Sohn eines jüdischen Kaufmanns in Wien auf und studierte ab 1899 an der dortigen Universität bei Ludwig Boltzmann. Enge Studienfreunde waren Hans Hahn, Gustav Herglotz und Heinrich Tietze. Ab 1901 studierte er in Göttingen bei Felix Klein, David Hilbert, Max Abraham, Ernst Zermelo, Walther Nernst, Karl Schwarzschild. 1904 wurde er bei Boltzmann in Wien mit einer Arbeit über die Bewegung starrer Körper in Flüssigkeiten nach der Hertz’schen Mechanik promoviert. Danach blieb er noch an den Universitäten Wien und ab 1906 in Göttingen, wo ihn Felix Klein mit der Abfassung des Enzyklopädie-Artikels über statistische Mechanik beauftragte. Er arbeitete die folgenden Jahre mit seiner Frau Tatjana Ehrenfest-Afanassjewa daran, zunächst in Göttingen und von 1907 bis 1912 in Sankt Petersburg. Er hatte keine feste Position, war aber in Kontakt mit den St. Petersburger Mathematikern wie Alexander Friedmann, Jakob Davidowitsch Tamarkin, Wladimir Andrejewitsch Steklow und machte nochmals einen Abschluss in Physik. 1911/12 reiste er auf der Suche nach einer Anstellung durch Westeuropa, wobei er in Prag erstmals Albert Einstein traf. Ab 1912 war er Professor für Theoretische Physik an der Universität Leiden als Nachfolger des damals führenden theoretischen Physikers Hendrik Antoon Lorentz. Empfohlen hatte ihn Arnold Sommerfeld, der von Ehrenfests Vorlesungen beeindruckt war.
Seit 1904 war er mit der russischen Mathematikerin Tatjana Ehrenfest-Afanassjewa verheiratet, die mit ihm in Göttingen studiert hatte und mit der er zwei Töchter (Tatjana van Aardenne-Ehrenfest, Galinka) und zwei Söhne (Paul Jr., Vassily) hatte. Ehrenfest, der an Depression litt, tötete seinen 15-jährigen Sohn Vassily und sich selbst am 25. September 1933. Den Suizid hatte er in einem Brief an seine Freunde und Kollegen Niels Bohr, Albert Einstein, James Franck, Gustav Herglotz, Abram Fjodorowitsch Ioffe, Philip Kohnstamm und Richard C. Tolman anzukündigen beabsichtigt, den Brief jedoch nicht verschickt. Darin äußert er sich skeptisch über seine Fähigkeiten, noch weiter in der Physik wirken zu können, deren Entwicklung er nach eigenen Worten nicht mehr folgen könne. Außerdem litt er unter der Behinderung (Down-Syndrom) seines Sohns Vassily, den er in seinem Erziehungsheim erschoss, damit seine Frau und Vassilys Schwestern sich nicht „kaputt arbeiten müssen, nur um ihren idiotischen Bruder am Leben zu erhalten.“ Der Junge überlebte noch für wenige Stunden.

## Werk
Sein Beitrag zur modernen Physik ist vor allem sein Artikel über statistische Mechanik in der Enzyklopädie der Mathematischen Wissenschaften (mit seinem Urnenmodell zur Erklärung irreversibler Phänomene, der Quasi-Ergodenhypothese u. a.) von 1911 und das nach ihm benannte Ehrenfest-Theorem (1927), ein Satz der Quantenmechanik, der eine allgemeingültige Beziehung zur klassischen Physik herstellt. 1911 veröffentlichte er seine Adiabatenhypothese in den Annalen der Physik.
Noch heute oft diskutiert ist das von ihm 1909 aufgestellte Ehrenfestsche Paradoxon, ein scheinbares Paradoxon der speziellen Relativitätstheorie (SRT). Dieses „Paradoxon“ war sehr nützlich für die spätere Entwicklung des Begriffs des „starren Körpers“ im Rahmen der speziellen Relativitätstheorie, wobei bis heute Veröffentlichungen für genaue Lösungen zu diesem Thema erscheinen. Äußerst fruchtbar waren die dabei aufgeworfenen Fragen auch für die Entwicklung von Albert Einsteins allgemeiner Relativitätstheorie, da Einstein dadurch auf die Bedeutung der nicht-Euklidischen Geometrie aufmerksam wurde. Ehrenfest selbst wurde ab 1910 zu einem wichtigen Verteidiger der speziellen Relativitätstheorie und veröffentlichte mehrere Arbeiten, in denen er auf die Fehlinterpretationen der speziellen Relativitätstheorie durch andere Autoren wie Wladimir Sergejewitsch Ignatowski einging. Um diese Zeit wurde Ehrenfest zu einem Freund von Einstein, mit dem er im Briefwechsel stand. Zusammen mit Hendrik Antoon Lorentz war Ehrenfest auch einer der wenigen, die Einstein bei seinen Bemühungen zur allgemeinen Relativitätstheorie unterstützten.
Ebenso korrespondierte er mit Niels Bohr. 1925 versuchte er bei einer Zusammenkunft bei ihm in Leiden eine Einigung von Einstein und Bohr in der Quantentheorie zustande zu bringen, hatte aber keinen Erfolg.
Nach ihm ist die Ehrenfest-Klassifikation von Phasenübergängen benannt.
Zu seinen Studenten zählten Samuel Goudsmit, George Uhlenbeck, Jan Tinbergen, Hendrik Casimir und Enrico Fermi.
Am 18. Juni 2008 wurde der Asteroid (32796) Ehrenfest nach ihm benannt.

## Schriften
- Ueber die physikalischen Voraussetzungen der Planck'schen Theorie der irreversiblen Strahlung. Wien 1905.[4]
- Paul und Tatjana Ehrenfest: Begriffliche Grundlagen der statistischen Auffassung in der Mechanik. In: Enzyklopädie der Mathematischen Wissenschaften. 1909, 1911 (online).
- Paul Ehrenfest: Welche Züge der Lichtquantenhypothese spielen in der Theorie der Wärmestrahlung eine wesentliche Rolle? In: Annalen der Physik. Serie 4, Band 36, Nr. 11, 1911, S. 91–118, doi:10.1002/andp.19113411106.